# Vivo (instrumento musical)

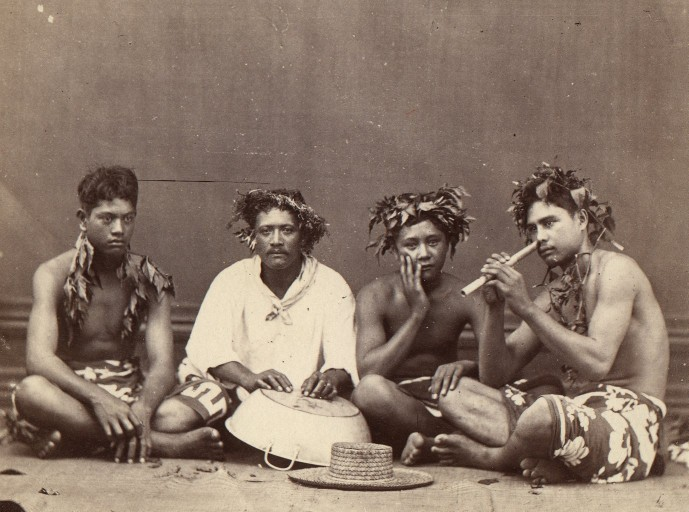
Tocador de vivo

O vivo ou pu ihu (Ilhas Marquesas) é uma flauta nasal da Polinésia. Encontram-se variantes nos maoris (koauau) e nos havaianos (kuihu).
Tem um comprimento entre 20 a 40 cm, em bambú e fechado numa extremidade. Existe um pequeno furo para soprar, e dois ou três buracos são abertos do outro lado.
É utilizado a solo ou para acompanhar cânticos ou danças.
É necessário fechar uma das narinas enquanto se sopra com a outra, segurando a flauta em oblíquo.